# كأس إسكتلندا 1984–85
كأس اسكتلندا 1984–85 (بالإنجليزية: 1984–85 Scottish Cup)‏ هو موسم من كأس اسكتلندا. فاز فيه نادي سلتيك.